# Oudalle
Oudalle település Franciaországban, Seine-Maritime megyében. Lakosainak száma 499 fő (2022. január 1.). Oudalle Rogerville, Saint-Aubin-Routot és Sandouville községekkel határos.

## Népesség
A település népességének változása:
| Lakosok száma | 422  | 445  | 457  | 440  | 429  | 417  | 441  | 479  | 499  |
|               | 2013 | 2015 | 2016 | 2017 | 2018 | 2019 | 2020 | 2021 | 2022 |